# Michelle Fairley

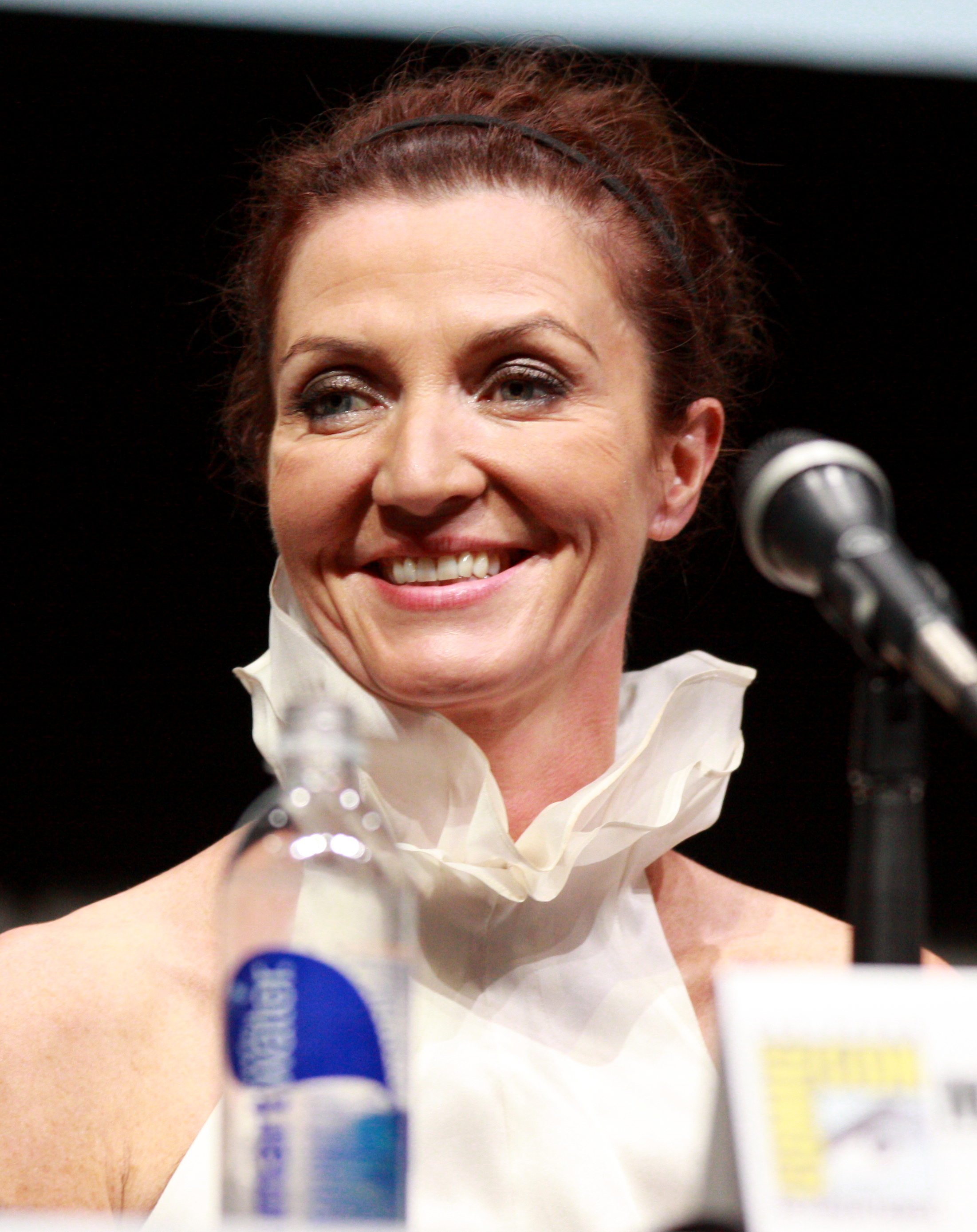
Michelle Fairley (2013)

Michelle Fairley (* 17. Januar 1964 in Coleraine, Nordirland) ist eine britische Schauspielerin.

## Leben und Karriere
Michelle Fairley wurde in Coleraine als Tochter von Brian und Theresa Fairley geboren und wuchs in Ballycastle, County Antrim, auf.
Fairley spielte in zahlreichen britischen Fernsehserien wie zum Beispiel The Bill, Holby City oder Heartbeat mit. Eine ihrer ersten Rollen hatte sie als Mörderin Cathy Michaels im britischen Kriminalfilm Inspector Morse. 2008 erhielt sie für ihre Darstellung der Emilia im Bühnenstück Othello eine Olivier-Award-Nominierung als beste Nebendarstellerin. 2010 verkörperte sie in Harry Potter und die Heiligtümer des Todes – Teil 1 in der Anfangsszene die Mutter von Hermine Granger. Von 2011 bis 2013 war sie in der US-amerikanischen Fernsehserie Game of Thrones in der Rolle der Catelyn Stark zu sehen sowie 2014 in der neunten Staffel der Erfolgsserie 24, 24: Live Another Day. Hier ersetzte sie kurzfristig die ursprünglich für die Rolle der Terroristin Margot Al-Harazi vorgesehene Judy Davis, die aus privaten Gründen abgesagt hatte.
Fairley lebt seit mehreren Jahren in London.

## Filmografie (Auswahl)
- 1987: Die geheime Seite der Stadt (Hidden City)
- 1990: Geheimprotokoll (Hidden Agenda)
- 1995: Inspektor Morse, Mordkommission Oxford (Inspector Morse, Fernsehserie, 1 Folge)
- 1995: The Bill (Fernsehserie, 1 Folge)
- 1998: Die Zeit der Jugend (A Soldier’s Daughter Never Cries)
- 1998: Marrakesch (Hideous Kinky)
- 2000: Der zweite Tod (The Second Death, Kurzfilm)
- 2001: The Others
- 2002: Shearing (Kurzfilm)
- 2009: Best: His Mother’s Son (Fernsehfilm)
- 2009: Lark Rise to Candleford (Fernsehserie, 1 Folge)
- 2009: Misfits (Fernsehserie, 2 Folgen)
- 2010: Chatroom
- 2010: Inspector Barnaby (Midsomer Murders, Folge 13x06: Unter die Gürtellinie, OT: The Noble Art)
- 2010: Anton Chekhov’s The Duel
- 2010: Harry Potter und die Heiligtümer des Todes – Teil 1 (Harry Potter and the Deathly Hallows: Part 1)
- 2011: Gerichtsmediziner Dr. Leo Dalton (Silent Witness, Fernsehserie, 2 Folgen)
- 2011–2013: Game of Thrones (Fernsehserie, 25 Folgen)
- 2013: Philomena
- 2013: Suits (Fernsehserie, 8 Folgen)
- 2014: 24: Live Another Day (Miniserie, 8 Folgen)
- 2014: Ironclad 2 – Bis aufs Blut (Ironclad: Battle for Blood)
- 2014–2015: Resurrection (Fernsehserie, 13 Folgen)
- 2015: Crossing Lines (Fernsehserie, 2 Folgen)
- 2015: Im Herzen der See (In the Heart of the Sea)
- 2015: Lizzie Borden – Kills! (The Lizzie Borden Chronicles, Fernsehserie, Folge 1x08)
- 2016: Rebellion (Miniserie, 5 Folgen)
- 2016: Edith (Kurzfilm)
- 2017: Fortitude (Fernsehserie, 10 Folgen)
- 2017: The White Princess (Fernsehserie, 8 Folgen)
- seit 2020: Gangs of London (Fernsehserie, 16 Folgen)
- 2022: An Irish Goodbye (Kurzfilm)
- 2023: Queen Charlotte: Eine Bridgerton-Geschichte (Fernsehserie, 6 Folgen)
- 2023: The Trap
- 2024: Small Things Like These